# Bulbophyllum commersonii
Bulbophyllum commersonii är en orkidéart som beskrevs av Louis Marie Aubert Du Petit-Thouars. Bulbophyllum commersonii ingår i släktet Bulbophyllum och familjen orkidéer.
Artens utbredningsområde är Réunion. Inga underarter finns listade i Catalogue of Life.